# Constitution soviétique de 1977
Constitution soviétique de 1936 Aucune : dissolution de l’URSS
Le 7 octobre 1977, le soviet suprême adopta à l’unanimité la quatrième et dernière constitution soviétique, aussi appelée constitution Brejnev. Le nom officiel de la constitution était Constitution (loi fondamentale) de l'Union des Républiques socialistes soviétiques (En russe : Конститу́ция (Основно́й Зако́н) Сою́за Сове́тских Социалисти́ческих Респу́блик)
Le préambule indiquait que « les buts de la dictature du prolétariat ayant été atteints, l’État soviétique est devenu l’État du peuple tout entier. » Comparée aux constitutions qui l’ont précédée, la constitution Brejnev étendait les frontières de la régulation constitutionnelle de la société. Le premier chapitre définissait le rôle directeur du Parti communiste et établissait les principes de la gestion de l’État et du gouvernement. L’article 1 définissait le rôle de l’URSS en tant qu’État socialiste, comme l’avaient fait les constitutions précédentes : « L’Union des Républiques socialistes soviétiques est un État socialiste pour l’ensemble du peuple, qui exprime la volonté et les intérêts des travailleurs, paysans et des intellectuels, les travailleurs de toutes les nations et les nationalités du pays. » La différence principale est que le gouvernement ne représente plus les seuls travailleurs et paysans. Les chapitres suivants établissent les principes de la gestion économique et des relations culturelles. 
La constitution de 1977 était longue et détaillée, avec vingt-huit articles de plus que la constitution soviétique de 1936. La constitution définissait explicitement la division des responsabilités entre les gouvernements des républiques et le gouvernement central. Par exemple, la constitution plaçait la régulation des frontières et les divisions administratives sous la responsabilité des républiques. Cependant, des dispositions établissaient les règles selon lesquelles les républiques pouvaient effectuer des changements. Ainsi, la constitution se concentrait sur l’ensemble du fonctionnement du système gouvernemental.

## Processus d’amendement
L’adoption de la constitution était un acte législatif du soviet suprême, de même que les amendements éventuels à cette constitution. Les amendements nécessitaient l’approbation à une majorité des deux tiers des députés du congrès et pouvaient être proposés par : 
- le congrès lui-même ;
- le soviet suprême, à travers ses commissions et comités ;
- le Presidium ou le président du soviet suprême ;
- le comité de contrôle constitutionnel ;
- le Conseil des ministres ;
- le Comité de Contrôle du Peuple ;
- la Cour suprême ;
- la Procurature ;
- l’arbitrage du chef de l’État.

De plus, les membres directeurs des organisations officielles et même l'Académie des Sciences pouvaient proposer des amendements et autres législations. 
Les constitutions soviétiques étaient fréquemment amendées et ont été modifiées plus souvent que dans les pays occidentaux. Néanmoins, la constitution de 1977 essayait d'éviter des amendements fréquents en établissant des entités séparées de régulation du gouvernement, ayant autant d'autorité, permettant ainsi la législation comme la Loi du Conseil des ministres du 5 juillet 1978. D'autres législations ont inclus une loi sur la citoyenneté, une loi sur l'élection du soviet suprême, une loi sur le statut des députés du soviet suprême, une résolution sur les commissions, des régulations des gouvernements locaux, et des lois sur la Cour suprême et la Procurauté. Elles ont permis le changement des règles opérationnelles spécifiques pour ces corps gouvernementaux.

## Les droits constitutionnels
En tant que constitution démocratique, la constitution soviétique incluait une série de droits civiques et politiques, parmi lesquels la liberté d'expression, la liberté de la presse, la liberté de réunion et la liberté de culte. En outre, la constitution permettait la liberté de création artistique, la protection de la famille, l'inviolabilité de la personne et de son domicile, et le droit à la vie privée. En conformité avec l'idéologie marxiste-léniniste du gouvernement, la constitution donnait aussi des droits sociaux et économiques qui n'étaient pas garantis par les constitutions des démocraties occidentalistes. Parmi celles-ci, la liberté de travail, de repos et de loisir, la protection de la santé, le soin aux personnes âgées et malades, le droit au logement, à l'éducation et aux bénéfices culturels. 
Contrairement aux constitutions occidentales, la constitution soviétique instituait des limitations sur les droits politiques, alors que ces mêmes limitations dans les pays occidentaux sont laissées au soin des systèmes législatifs ou judiciaires, ou aux constitutions d'état et à leurs appareils exécutifs, législatifs ou judiciaires respectifs. L'article 6 supprimait toute opposition organisée au gouvernement en donnant au Parti communiste de l'Union soviétique le pouvoir de conduire et diriger la société. Cet article néanmoins mit fin à l'illégalité des lois qui régnaient alors, légalisant la situation de facto : les organes du parti avaient la prééminence sur les organes de l'état. Les conséquences sont un accroissement des propriétés du parti et un recrutement accru en son sein (jusqu'à 9 % de la population en 1986). L'article 39 autorisait le gouvernement à interdire toute activité préjudiciable en statuant que « la jouissance des droits et libertés du citoyen ne doit pas se faire au détriment des intérêts de la société ou de l’État ». L'article 59 obligeait les citoyens à obéir aux lois et à se conformer aux standards de la société socialiste tels que déterminés par le Parti. Le gouvernement ne traitait pas comme inaliénables les droits politiques et socio-économiques que la constitution donnait au peuple : les citoyens bénéficiaient de ces droits uniquement dans la mesure où ils n'interféraient pas avec les intérêts du socialisme, et seul le PCUS avait le pouvoir et l'autorité de déterminer la politique du gouvernement et de la société. Ainsi, le droit à la liberté d'expression prévu par l'article 52 pouvait être suspendu si l'exercice de cette liberté n'était pas en accord avec la politique du Parti. Jusqu'à l'époque de la glasnost, la liberté d'expression ne comprenait pas le droit de critiquer le gouvernement. Le gouvernement avait le pouvoir d'interdire les réunions des groupes religieux non reconnus, et les violations des lois limitant la liberté d'expression religieuse étaient sévèrement punies selon les codes pénaux des républiques. 
La constitution échouait aussi à mettre en place des mécanismes politiques et judiciaires pour la protection des droits ; il lui manquait des garanties explicites, et le peuple n'avait aucun moyen d'en appeler à une autorité supérieure s'il considérait que ses droits avaient été violés. En réalité, le soviet suprême n'a jamais introduit d'amendements visant à garantir spécifiquement la protection des droits individuels. La Cour suprême n'avait aucun pouvoir pour s'assurer que le droit constitutionnel était respecté par la législation en cours ou par le gouvernement. Bien que l'Union soviétique avait signé l'Acte final de la Conférence sur la sécurité et la coopération en Europe (Accords d'Helsinki), qui prévoyait que les droits de l'homme internationalement reconnus soient respectés dans les pays signataires, aucune autorité extérieure à l'Union soviétique ne pouvait assurer les droits et les libertés des citoyens, le gouvernement n'a généralement pas suivi les dispositions de cet accord. À la fin des années 1980, cependant, un débat public fut lancé sur le réalignement des lois constitutionnelles et nationales avec les engagements internationaux sur les droits de l'homme.
La constitution prévoit le droit pour les républiques de l'Union de « librement faire sécession ».

## Rôle du citoyen
L’article 59 de la constitution prévoyait que l’exercice par les citoyens de leurs droits était inséparable de la réalisation de leurs devoirs. Les articles 60 à 69 définissaient ces devoirs : les citoyens étaient obligés de travailler et d’observer une discipline de travail. Le code des lois rangeait l’évasion du travail sous le terme « parasitisme » et prévoyait les punitions associées. La constitution obligeait aussi les citoyens à protéger la propriété socialiste et à s’opposer à la corruption. Tous les citoyens devaient faire leur service militaire pour protéger et « augmenter le pouvoir et le prestige de l’État soviétique. » Le manquement à ce devoir était considéré comme une trahison à la mère patrie et le plus grave des crimes. Enfin, la constitution obligeait les parents à éduquer leurs enfants pour un travail socialement utile, et à les élever comme des membres de valeur de la société socialiste. 
La constitution et les autres législations protégeaient et renforçaient la citoyenneté soviétique. La législation sur la citoyenneté donnait des droits égaux aux natifs du pays comme aux naturalisés. Les lois précisaient aussi que les citoyens ne pouvaient librement renoncer à leur citoyenneté. Les citoyens qui désiraient le faire devaient en demander la permission au Præsidium du Soviet suprême, qui pouvait rejeter la demande si le demandeur n’avait pas terminé son service militaire, s’il avait un casier judiciaire, ou était responsable de membres de sa famille. De plus, le Presidum pouvait refuser la demande pour protéger la sécurité nationale. Cependant, le Presidium pouvait annuler la citoyenneté en cas de diffamation de l’Union Soviétique ou d'actes portant atteinte au prestige ou à la sécurité de l’État.